# 新国史
『新国史』（しんこくし）は、六国史最後の『日本三代実録』の後を受けて10世紀に編纂されていたとされる日本の国史。草稿のままで終わったとされている。一説には『続三代実録』（ぞくさんだいじつろく）と呼ばれたとも言われている。著者は藤原実頼・大江朝綱ら。

## 概要
宇多天皇・醍醐天皇2代の出来事を扱った正史編纂事業は、朱雀天皇の承平6年（936年）に撰国史所という機関が設けられて藤原恒佐・平伊望が別当に任じられ、大江朝綱らを補佐にあてた。だが、作業が芳しくなかったことから村上天皇の天暦8年（954年）に、時の最高実力者藤原実頼を総裁とし、大江朝綱を別当として、朱雀天皇時代の追加を命じるとともに作業の促進を図った。しかし、3年後に大江朝綱が死去して別当が大江維時に代わったころから、律令制の弛緩もあって朝廷内の正史編纂への意欲が薄れてきたらしく、安和2年（969年）を最後に活動の記録は見られなくなる。また、完成したとする記録も見られないことから、未完に終わったものと考えられている。
ただし、草稿は存在してある程度写本などの形で所有されていたらしく、一条天皇の時代の寛弘7年（1010年）頃に天皇や藤原道長が新国史の編纂再開を検討したものの、天皇崩御によって実現しなかったとされること（『権記』同年8月8日条・『御堂関白記』同8月29日条など）、藤原通憲（信西）作成の図書目録などによると40巻本と50巻本があることが分かる。後者が特に『続三代実録』と呼称されていることから、伴信友以来、宇多・醍醐の2代が書かれたのが40巻で、残りの10巻で朱雀天皇1代が追加されたために『続三代実録』と呼ばれたとする考え方が通説とされている。
平安時代には草稿は残されていたようであるが、後に完全に散逸し、現在では『中右記』などにその一部の引用が見られるのみである。また、『日本紀略』の執筆の際に、新国史の草稿が原典の一部として用いられたとも考えられている。